# Saison 2015 de l'équipe cycliste Katusha
La saison 2015 de l'équipe cycliste Katusha est la septième de cette équipe.

## Préparation de la saison 2015

### Sponsors et financement de l'équipe
Le budget de l'équipe Katusha pour l'année 2015 est de 15 millions d'euros. Ses quatre principaux sponsors sont les entreprises russes Gazprom, Rostec, Itera (en) et Canyon. Les dirigeants des trois premières, Alexeï Miller, Sergueï Tchemezov et Igor Makarov, sont fondateurs du Russian Global Cycling Project (RGCP) qui comprend la création de plusieurs équipes cyclistes, dont Katusha. Igor Makarov, également président de la Fédération cycliste de Russie (en), en est le président.
Canyon est le fournisseur de cycles de l'équipe depuis 2012. La marque finlandaise One Way s'engage comme fournisseur de vêtements de l'équipe pour 2015 et 2016.

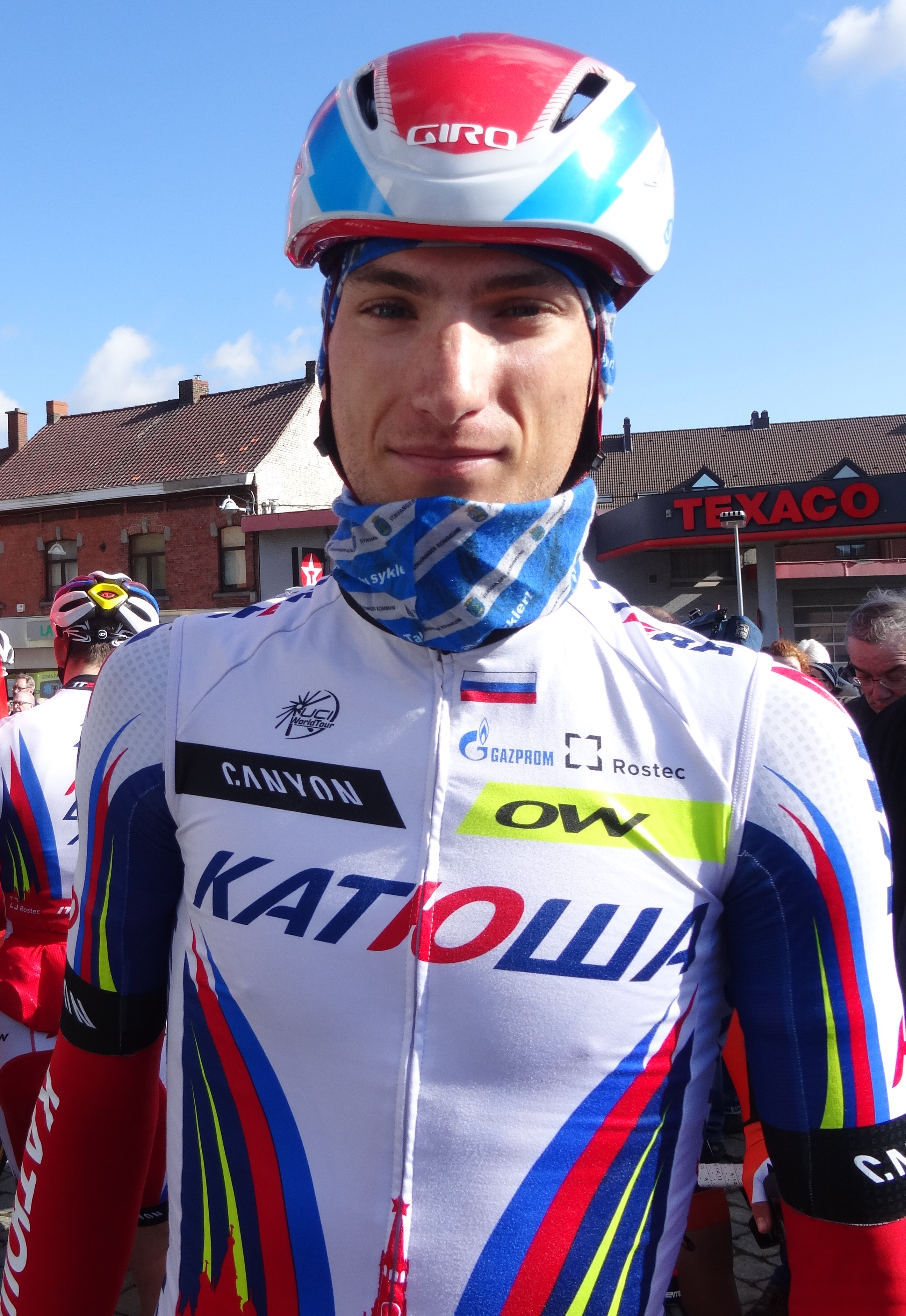
Sven Erik Bystrøm, portant le maillot de l'équipe arborant les différents sponsors.
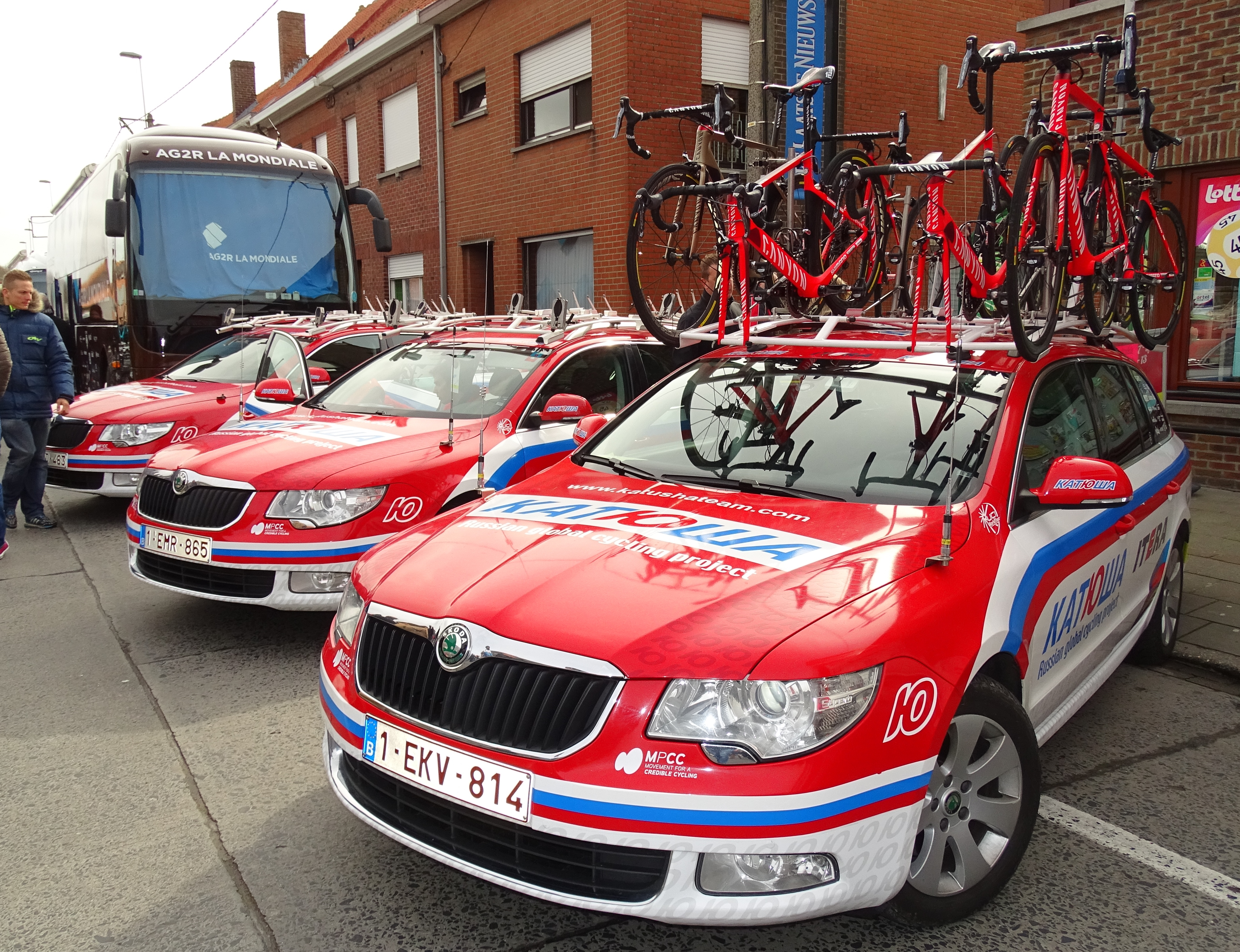
Trois voitures de l'équipe lors du Grand Prix E3 2015.
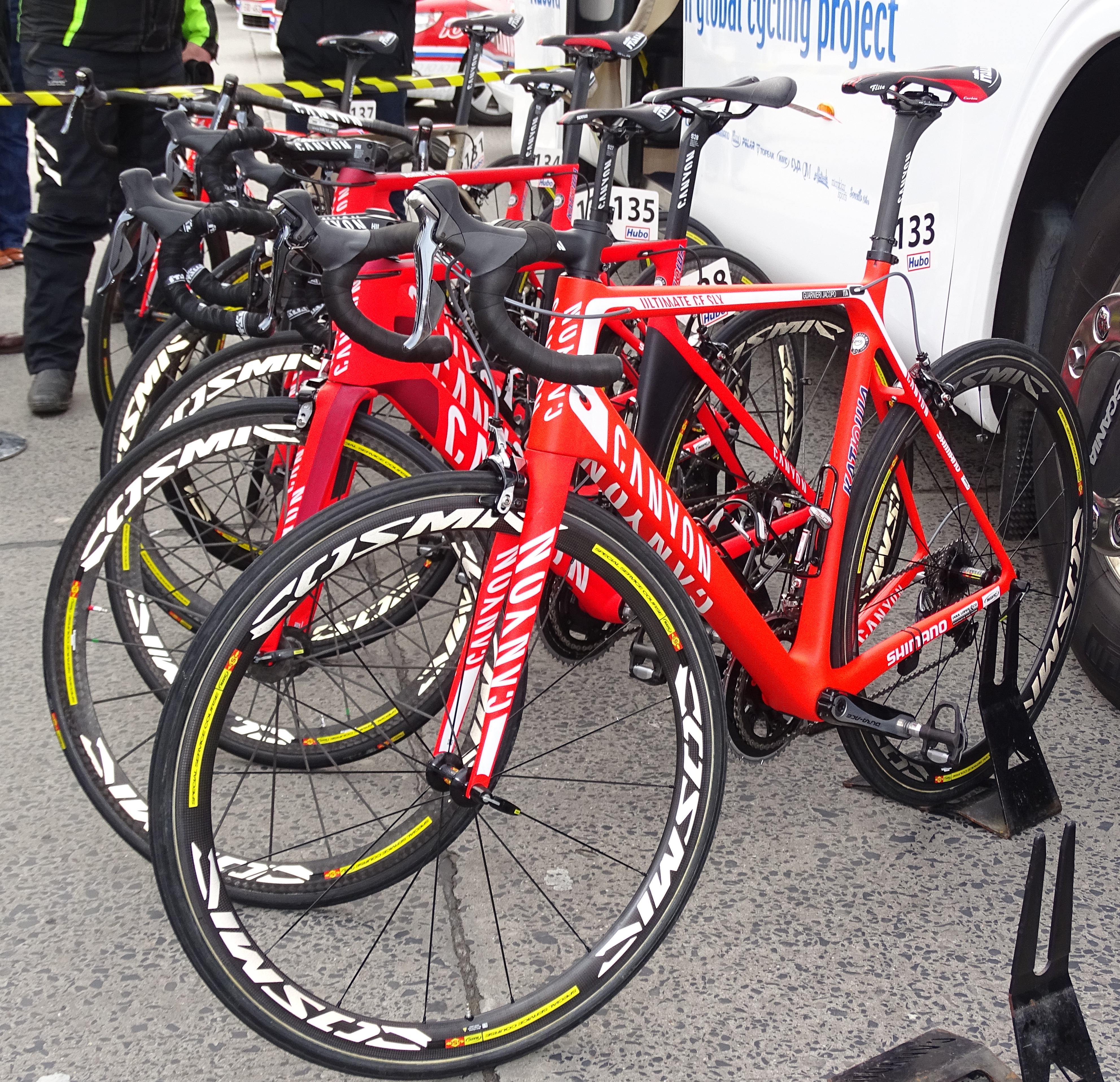
Les vélos Canyon Ultimate CF SLX 9.0 utilisés par l'équipe, photographiés lors du Grand Prix E3 2015.
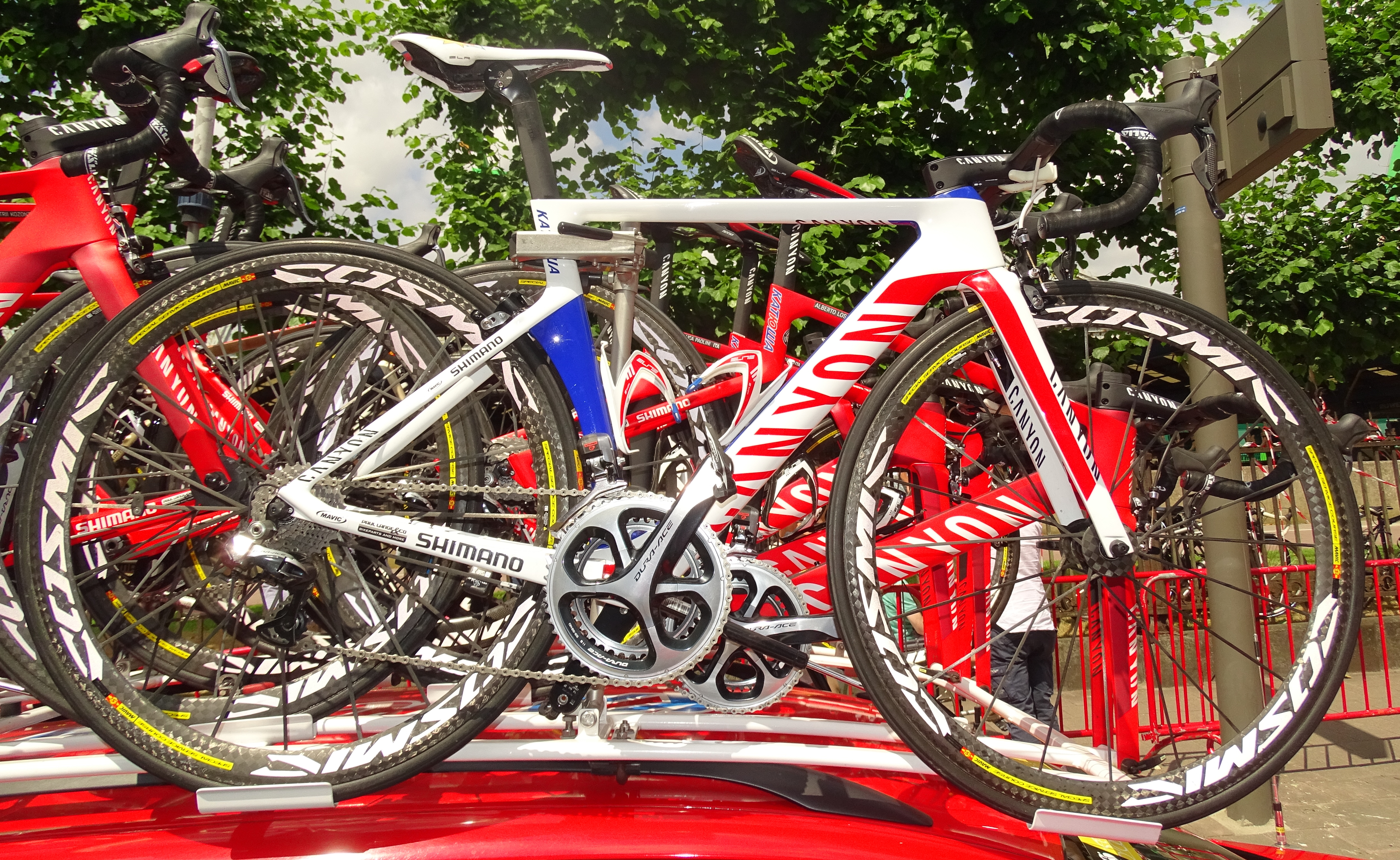
Vélo Canyon Aeroad CF SLX 9.0 lors du Tour de France 2015.
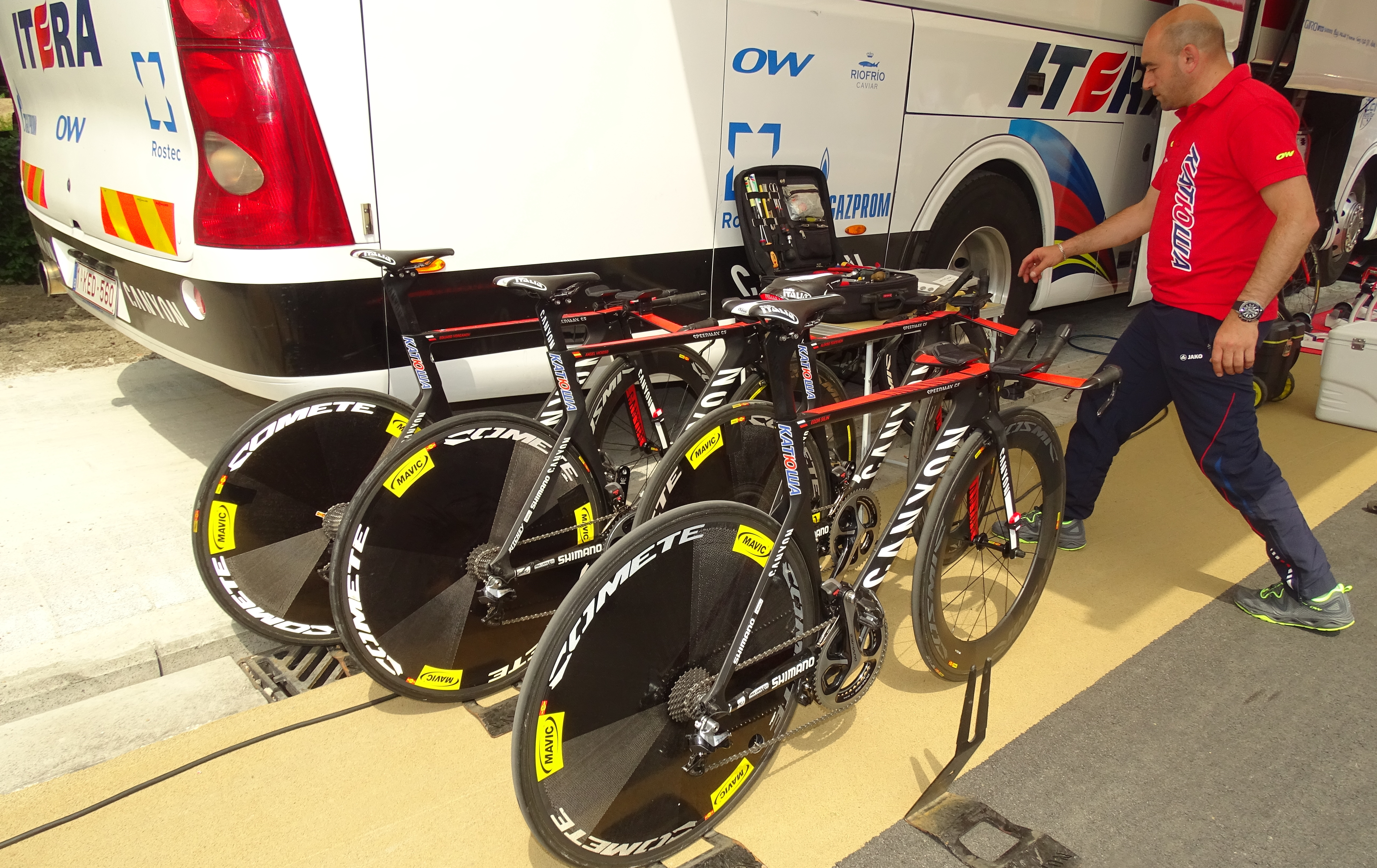
Vélos de contre-la-montre Canyon Speedmax CF TT9 lors du Tour de Belgique 2015.

### Arrivées et départs
| Arrivées          | Équipe 2014      |
| ----------------- | ---------------- |
| Sven Erik Bystrøm | Øster Hus-Ridley |
| Jacopo Guarnieri  | Astana           |
| Sergueï Lagoutine | RusVelo          |
| Tiago Machado     | NetApp-Endura    |
| Ilnur Zakarin     | RusVelo          |

| Départs               | Équipe 2015   |
| --------------------- | ------------- |
| Pavel Brutt           | Tinkoff-Saxo  |
| Vladimir Gusev        | Skydive Dubai |
| Petr Ignatenko        | RusVelo       |
| Mikhail Ignatiev      |               |
| Aliaksandr Kuschynski | Minsk CC      |
| Alexander Rybakov     | RusVelo       |

### Objectifs
Les leaders de Katusha pour cette saison sont Joaquim Rodríguez et Alexander Kristoff, dont il est attendu qu'ils brillent tant lors des grands tours que lors des classiques. 2015 étant une année préolympique, le manager Viatcheslav Ekimov déclare vouloir faire en sorte que la Russie obtienne le meilleur quota de participants possible,.

## Coureurs et encadrement technique

### Effectif
| Cycliste               | Date de naissance | Nationalité | Équipe 2014       |  |
| ---------------------- | ----------------- | ----------- | ----------------- |  |
| Maxim Belkov           | 9 janvier 1985    | Russie      | Katusha           |  |
| Sven Erik Bystrøm      | 21 janvier 1992   | Norvège     | Øster Hus-Ridley  |  |
| Giampaolo Caruso       | 15 août 1980      | Italie      | Katusha           |  |
| Sergey Chernetskiy     | 9 avril 1990      | Russie      | Katusha           |  |
| Jacopo Guarnieri       | 14 août 1987      | Italie      | Astana            |  |
| Marco Haller           | 1er avril 1991    | Autriche    | Katusha           |  |
| Vladimir Isaychev      | 21 avril 1986     | Russie      | Katusha           |  |
| Pavel Kochetkov        | 7 mars 1986       | Russie      | Katusha           |  |
| Alexandr Kolobnev      | 4 mai 1981        | Russie      | Katusha           |  |
| Viatcheslav Kouznetsov | 24 juin 1989      | Russie      | Katusha           |  |
| Dmitry Kozontchuk      | 5 avril 1984      | Russie      | Katusha           |  |
| Alexander Kristoff     | 5 juillet 1987    | Norvège     | Katusha           |  |
| Sergueï Lagoutine      | 14 janvier 1981   | Russie      | RusVelo           |  |
| Alberto Losada         | 28 février 1982   | Espagne     | Katusha           |  |
| Tiago Machado          | 18 octobre 1985   | Portugal    | NetApp-Endura     |  |
| Daniel Moreno          | 5 septembre 1981  | Espagne     | Katusha           |  |
| Luca Paolini           | 17 janvier 1977   | Italie      | Katusha           |  |
| Alexander Porsev       | 21 février 1986   | Russie      | Katusha           |  |
| Joaquim Rodríguez      | 12 mai 1979       | Espagne     | Katusha           |  |
| Rüdiger Selig          | 19 février 1989   | Allemagne   | Katusha           |  |
| Egor Silin             | 25 juin 1988      | Russie      | Katusha           |  |
| Gatis Smukulis         | 15 avril 1987     | Lettonie    | Katusha           |  |
| Simon Špilak           | 23 juin 1986      | Slovénie    | Katusha           |  |
| Yury Trofimov          | 26 janvier 1984   | Russie      | Katusha           |  |
| Alexey Tsatevitch      | 5 juillet 1989    | Russie      | Katusha           |  |
| Ángel Vicioso          | 13 avril 1977     | Espagne     | Katusha           |  |
| Eduard Vorganov        | 7 décembre 1982   | Russie      | Katusha           |  |
| Anton Vorobyev         | 12 octobre 1990   | Russie      | Katusha           |  |
| Ilnur Zakarin          | 15 septembre 1989 | Russie      | RusVelo           |  |
| Stagiaire              | Date de naissance | Nationalité | Équipe 2015       |  |
| Nils Politt            | 6 mars 1994       | Allemagne   | Stölting          |  |
| Jhonatan Restrepo      | 28 novembre 1994  | Colombie    | Coldeportes-Claro |  |

### Encadrement
Viatcheslav Ekimov est le manager général de l'équipe Katusha depuis 2013. Les coureurs de Katusha sont encadrés par six directeurs sportifs. José Azevedo dirige cette équipe. Les autres directeurs sportifs sont Claudio Cozzi, Dimitri Konyshev, Guennadi Mikhailov, Torsten Schmidt et Xavier Florencio. Konyshev cumule sa fonction au sein de Katusha avec celle de sélectionneur de l'équipe nationale de Russie, depuis 2009.

## Bilan de la saison

### Victoires
| Date       | Course                                          | Pays     | Classe | Vainqueur          |
| ---------- | ----------------------------------------------- | -------- | ------ | ------------------ |
| 09/02/2015 | 2e étape du Tour du Qatar                       | Qatar    | 2.HC   | Alexander Kristoff |
| 11/02/2015 | 4e étape du Tour du Qatar                       | Qatar    | 2.HC   | Alexander Kristoff |
| 12/02/2015 | 5e étape du Tour du Qatar                       | Qatar    | 2.HC   | Alexander Kristoff |
| 19/02/2015 | 3e étape du Tour d'Oman                         | Oman     | 2.HC   | Alexander Kristoff |
| 06/03/2015 | Prologue des Trois jours de Flandre-Occidentale | Belgique | 2.1    | Anton Vorobyev     |
| 09/03/2015 | 1re étape de Paris-Nice                         | France   | WT     | Alexander Kristoff |
| 28/03/2015 | 6e étape du Tour de Catalogne                   | Espagne  | WT     | Sergey Chernetskiy |
| 29/03/2015 | Gand-Wevelgem                                   | Belgique | WT     | Luca Paolini       |
| 31/03/2015 | 1re étape des Trois Jours de La Panne           | Belgique | 2.HC   | Alexander Kristoff |
| 01/04/2015 | 2e étape des Trois Jours de La Panne            | Belgique | 2.HC   | Alexander Kristoff |
| 02/04/2015 | 3ea étape des Trois Jours de La Panne           | Belgique | 2.HC   | Alexander Kristoff |
| 02/04/2015 | Classement général des Trois Jours de La Panne  | Belgique | 2.HC   | Alexander Kristoff |
| 04/04/2015 | Grand Prix Miguel Indurain                      | Espagne  | 1.1    | Ángel Vicioso      |
| 05/04/2015 | Tour des Flandres                               | Belgique | WT     | Alexander Kristoff |
| 08/04/2015 | Grand Prix de l'Escaut                          | Belgique | 1.HC   | Alexander Kristoff |
| 08/04/2015 | 3e étape du Tour du Pays basque                 | Espagne  | WT     | Joaquim Rodríguez  |
| 09/04/2015 | 4e étape du Tour du Pays basque                 | Espagne  | WT     | Joaquim Rodríguez  |
| 11/04/2015 | Classement général du Tour du Pays basque       | Espagne  | WT     | Joaquim Rodríguez  |
| 03/05/2015 | Classement général du Tour de Romandie          | Suisse   | WT     | Ilnur Zakarin      |
| 20/05/2015 | 11e étape du Tour d'Italie                      | Italie   | WT     | Ilnur Zakarin      |
| 20/05/2015 | 1re étape du Tour de Norvège                    | Norvège  | 2.HC   | Alexander Kristoff |
| 21/05/2015 | 2e étape du Tour de Norvège                     | Norvège  | 2.HC   | Alexander Kristoff |
| 27/05/2015 | 1re étape du Tour des Fjords                    | Norvège  | 2.1    | Alexander Kristoff |
| 28/05/2015 | 2e étape du Tour des Fjords                     | Norvège  | 2.1    | Alexander Kristoff |
| 29/05/2015 | 3e étape du Tour des Fjords                     | Norvège  | 2.1    | Alexander Kristoff |
| 31/05/2015 | Classement général du Tour des Fjords           | Norvège  | 2.1    | Marco Haller       |
| 11/06/2015 | Grand Prix du canton d'Argovie                  | Suisse   | 1.HC   | Alexander Kristoff |
| 19/06/2015 | 7e étape du Tour de Suisse                      | Suisse   | WT     | Alexander Kristoff |
| 21/06/2015 | Classement général du Tour de Suisse            | Suisse   | WT     | Simon Špilak       |
| 26/06/2015 | Championnat de Lettonie du contre-la-montre     | Lettonie | CN     | Gatis Smukulis     |
| 28/06/2015 | Championnat d'Autriche sur route                | Autriche | CN     | Marco Haller       |
| 28/06/2015 | Championnat de Russie sur route                 | Russie   | CN     | Yury Trofimov      |
| 04/07/2015 | 1re étape du Tour d'Autriche                    | Autriche | 2.HC   | Katusha            |
| 06/07/2015 | 3e étape du Tour de France                      | France   | WT     | Joaquim Rodríguez  |
| 16/07/2015 | 12e étape du Tour de France                     | France   | WT     | Joaquim Rodríguez  |
| 06/08/2015 | 3e étape du Tour de Burgos                      | Espagne  | 2.HC   | Vladimir Isaychev  |
| 08/08/2015 | 5e étape du Tour de Burgos                      | Espagne  | 2.HC   | Daniel Moreno      |
| 13/08/2015 | 1re étape de l'Arctic Race of Norway            | Norvège  | 2.HC   | Alexander Kristoff |
| 30/08/2015 | Grand Prix Ouest-France de Plouay               | France   | WT     | Alexander Kristoff |
| 06/09/2015 | 15e étape du Tour d'Espagne                     | Espagne  | WT     | Joaquim Rodríguez  |

Podiums
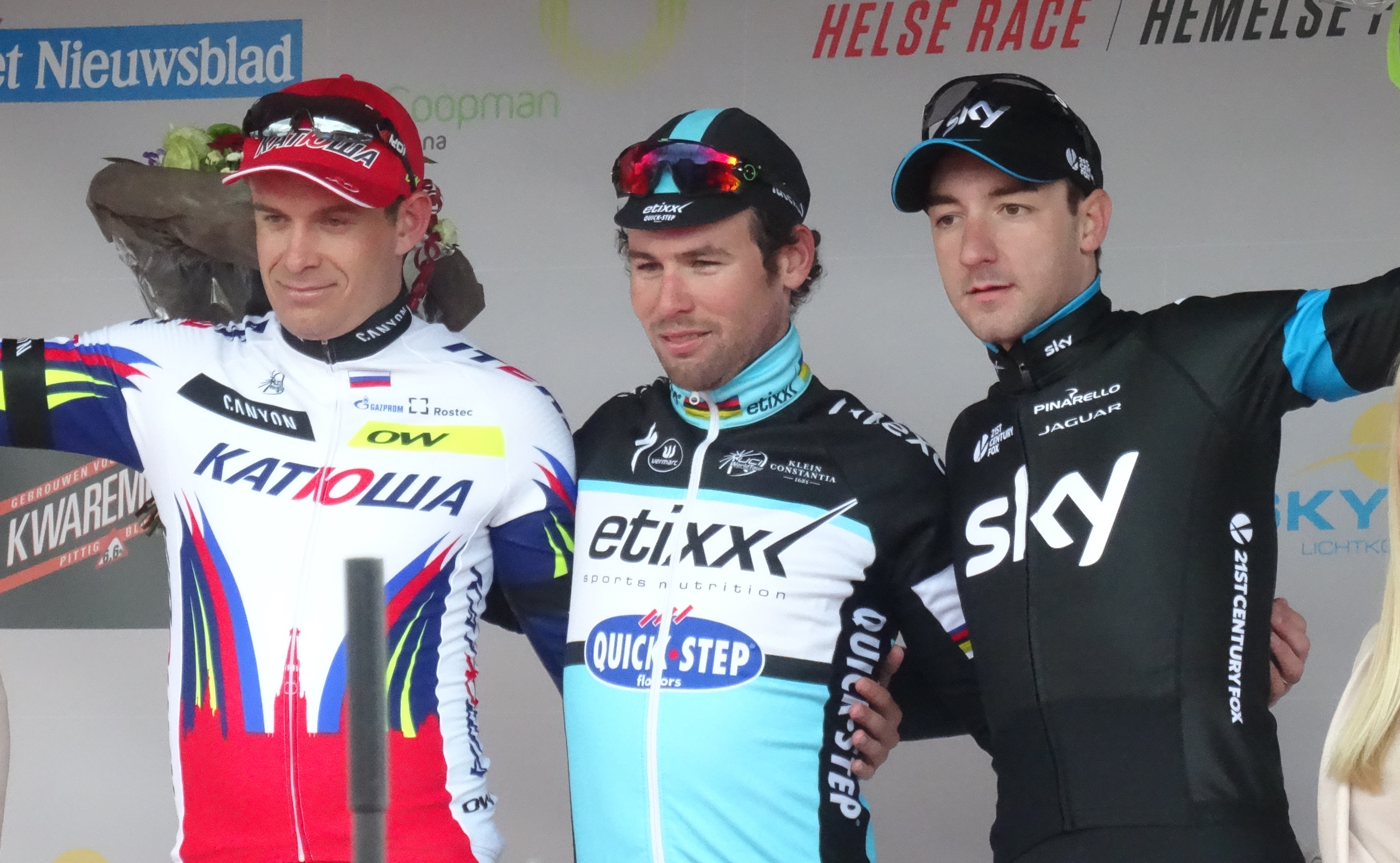
Podium de l'édition 2015 de Kuurne-Bruxelles-Kuurne : Alexander Kristoff (2e), Mark Cavendish (1er) et Elia Viviani (3e).
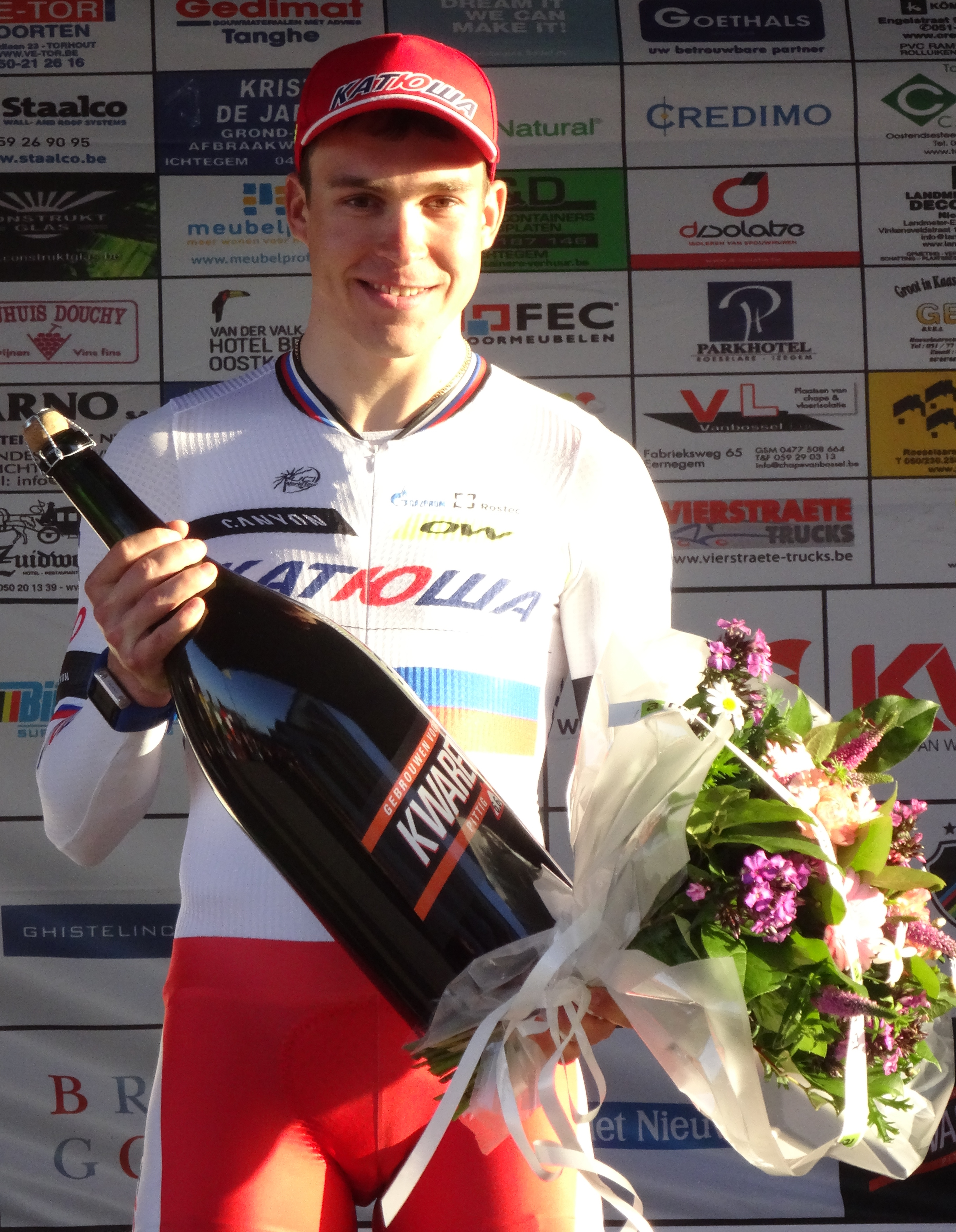
Anton Vorobyev remporte le contre-la-montre individuel du prologue des Trois jours de Flandre-Occidentale 2015.
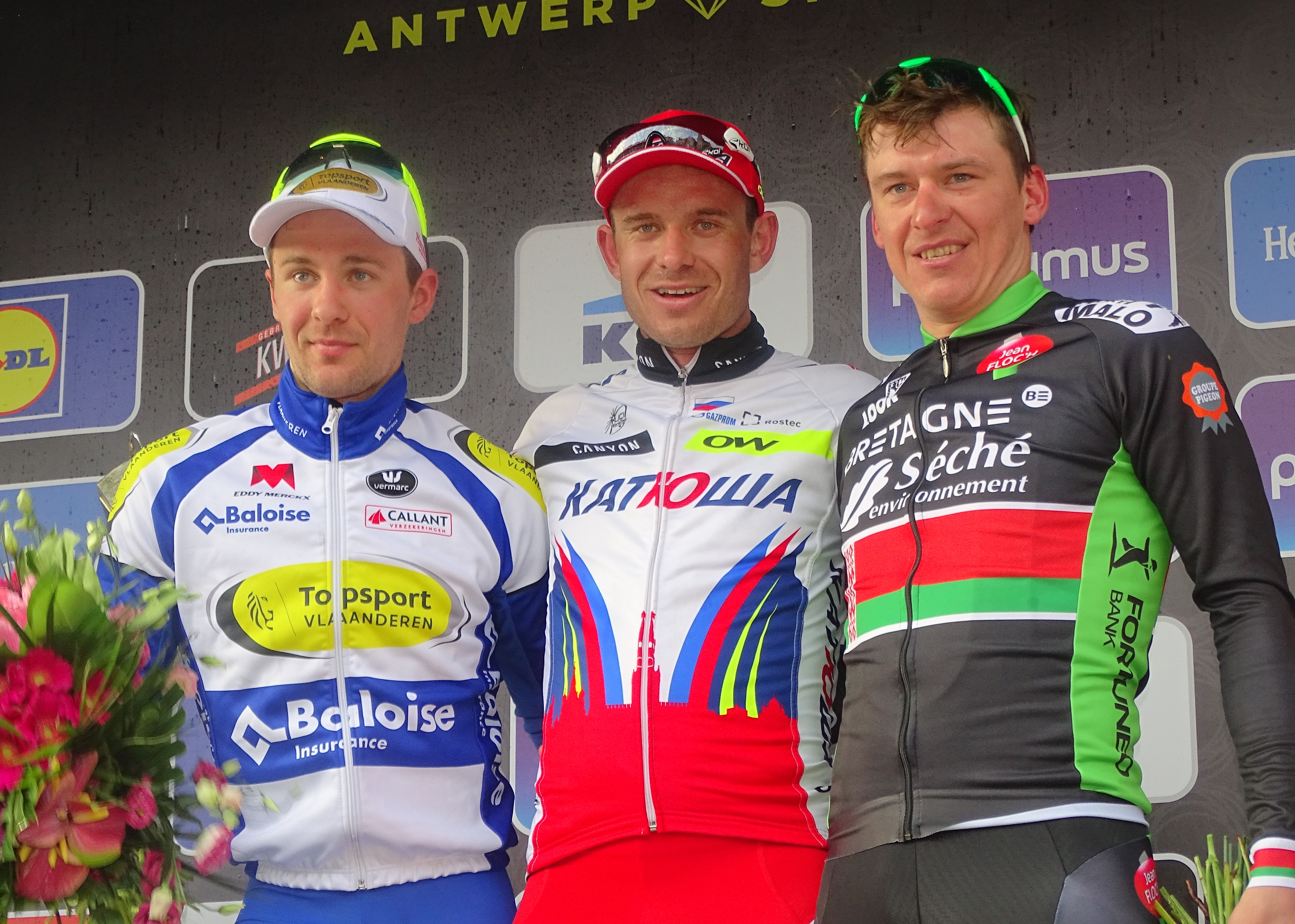
Podium de l'édition 2015 du Grand Prix de l'Escaut : Edward Theuns (2e), Alexander Kristoff (1er) et Yauheni Hutarovich (3e).
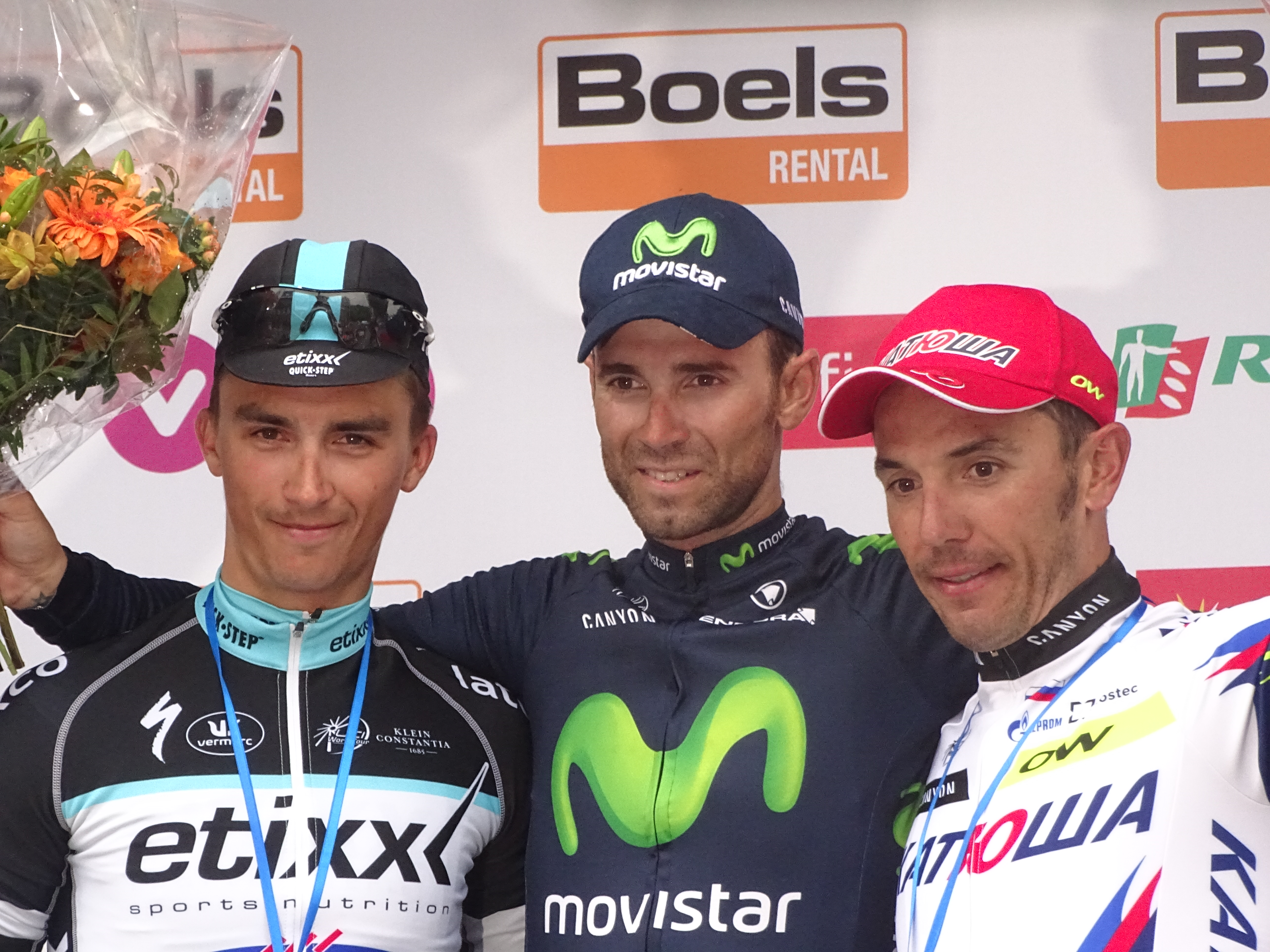
Podium de l'édition 2015 de Liège-Bastogne-Liège : Julian Alaphilippe (2e), Alejandro Valverde (1er) et Joaquim Rodríguez (3e).

### Résultats sur les courses majeures
Les tableaux suivants représentent les résultats de l'équipe dans les principales courses du calendrier international (les cinq classiques majeures et les trois grands tours). Pour chaque épreuve est indiqué le meilleur coureur de l'équipe, son classement ainsi que les accessits glanés par Katusha sur les courses de trois semaines.

#### Classiques
| Classique            | Milan-San Remo          | Tour des Flandres        | Paris-Roubaix            | Liège-Bastogne-Liège   | Tour de Lombardie  |
| -------------------- | ----------------------- | ------------------------ | ------------------------ | ---------------------- | ------------------ |
| Coureur (classement) | Alexander Kristoff (2e) | Alexander Kristoff (1er) | Alexander Kristoff (10e) | Joaquim Rodríguez (3e) | Daniel Moreno (2e) |

#### Grands tours
| Grand tour           | Tour d'Italie                      | Tour de France                           | Tour d'Espagne                                                                   |
| -------------------- | ---------------------------------- | ---------------------------------------- | -------------------------------------------------------------------------------- |
| Coureur (classement) | Yury Trofimov (10e)                | Joaquim Rodríguez (29e)                  | Joaquim Rodriguez (2e)                                                           |
| Accessits            | 1 victoire d'étape (Ilnur Zakarin) | 2 victoires d'étapes (Joaquim Rodríguez) | 1 victoire d'étape (Joaquim Rodríguez) Classement du combiné (Joaquim Rodriguez) |

### Classement UCI
| Rang | Coureur            | Points |
| ---- | ------------------ | ------ |
| 2    | Joaquim Rodriguez  | 474    |
| 4    | Alexander Kristoff | 453    |
| 16   | Simon Spilak       | 269    |
| 21   | Daniel Moreno      | 216    |
| 27   | Ilnur Zakarin      | 194    |
| 54   | Luca Paolini       | 80     |
| 81   | Yuri Trofimov      | 48     |
| 150  | Sergei Chernetckii | 8      |
| 173  | Alexander Porsev   | 5      |
| 178  | Jacopo Guarnieri   | 4      |
| 186  | Sergueï Lagoutine  | 2      |
| 187  | Gatis Smukulis     | 2      |
| 188  | Alexey Tsatevitch  | 2      |
| 199  | Maxim Belkov       | 1      |
| 200  | Marco Haller       | 1      |
| 211  | Tiago Machado      | 1      |